# H.P. Baxxter
H.P. Baxxter, de son vrai nom Hans Peter Geerdes, né le 16 mars 1964, à Leer, est un guitariste et chanteur allemand et leader du groupe Scooter. Il fonde Scooter avec son ami Rick J. Jordan en 1993.

## Biographie
En 1985, Baxxter fonde le groupe Celebrate the Nun, avec Rick J. Jordan et sa sœur Britt Maxime. Leur single Will You Be There de l'album Meanwhile atteint la cinquième place du classement dance/club Billboard le 23 juin 1990, tandis que le single She's a Secretary/Strange atteint la douzième place la même année.
En 1993, les anciens membres de Celebrate the Nun se joignent au cousin de Baxxter, Ferris Bueller, pour former une équipe remix connu sous le nom de The Loop. The Loop cesse en 1998. 
En décembre 1993, Baxxter, avec Rick J. Jordan et Ferris Bueller, forme le groupe Scooter. Bueller et Jordan quitteront Scooter (respectivement en 1998 et 2014), faisant de Baxxter le seul membre de Scooter à avoir été là depuis le début.
H.P. Baxxter se joint à Guildo Horn, Jeanette Biedermann, Sylvia Kollek et Tobias Künzel en tant que jury pour l'Allemagne à l'Eurovision 2009. Il est aussi l'un des juges de l'émission X Factor, saison 3.

## Animation
- 2016-2017 : Deutschland sucht den SuperStar (13e et 14e saison) : Juge